# Kulturkampf

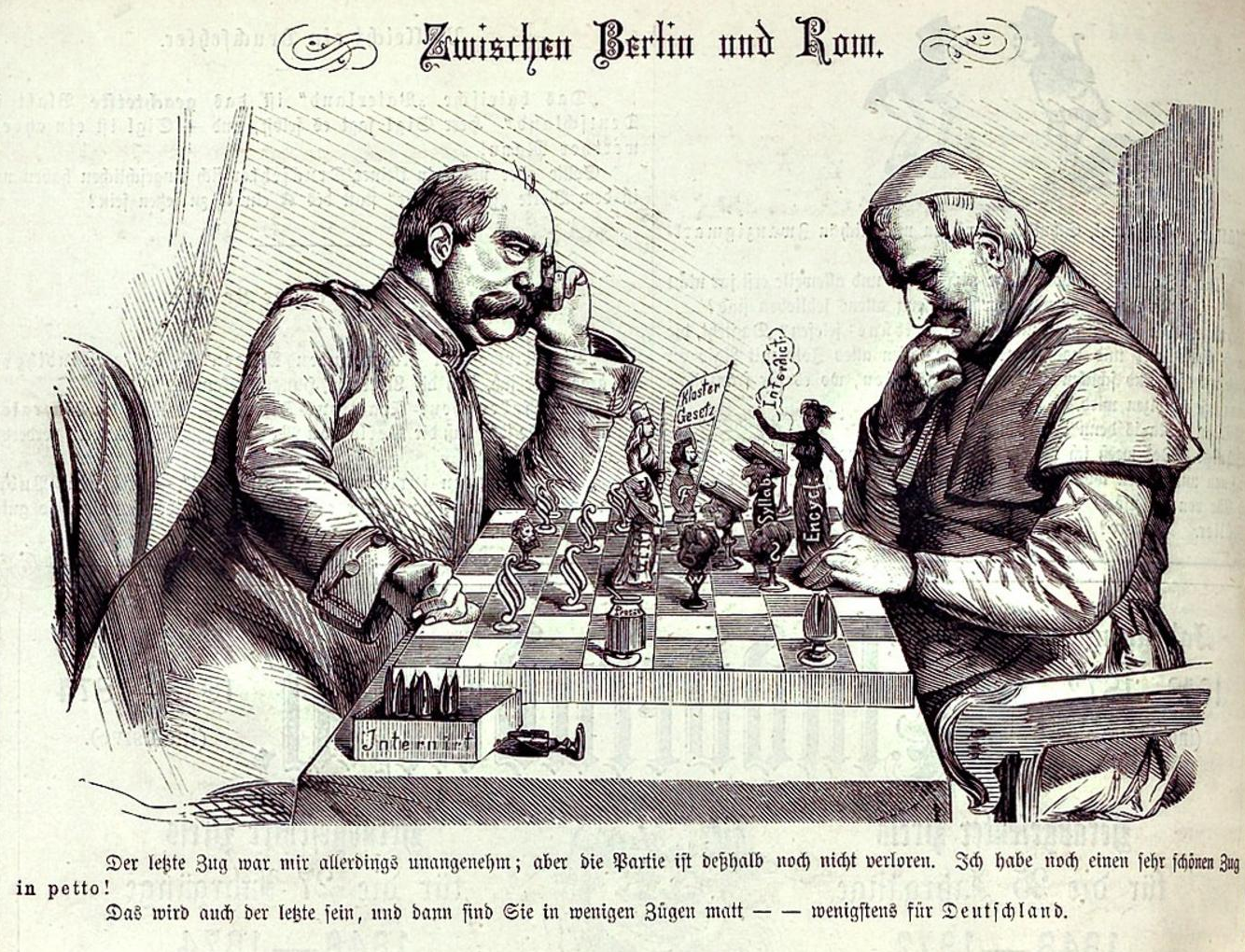
„Mezi Berlínem a Římem, Bismarck vlevo, papež vpravo. Z německého satirického časopisu Kladderadatsch, 1875. (Papež:) „Poslední tah mi nebyl příjemný, ale proto ještě není tahle partie ztracena. Ještě mám velmi pěkný tah v záloze.“ (Bismarck:) „Ten bude také poslední a pak dostanete mat v několika tazích. Přinejmenším v Německu.“

Kulturkampf, česky „kulturní boj“, je německý pojem používaný pro označení politického a náboženského konfliktu mezi pruským a německým státem a katolickou církví v letech 1871 až 1887. Hlavními protagonisty tohoto souboje byli kancléř Otto von Bismarck a papež Pius IX. Podobné konflikty probíhaly i v dalších, především německy mluvících zemích, například v Rakousku pod heslem Los von Rom („Pryč od Říma“).

## Příčiny
Od poloviny 19. století se římskokatolická církev a papežové ocitli pod tlakem liberálních společností a vlád a snažili se jim stavět na odpor. Roku 1864 vydal papež Syllabus errorum modernorum, mimo jiné proti liberálnímu, světskému státu. V Itálii probíhal boj o politické sjednocení také proti papežskému státu, kde se roku 1869 sešel v Římě První vatikánský koncil. Když Francie téhož roku odvolala své vojsko, které papežský stát bránilo, italští revolucionáři obsadili Řím. Po vítězství Pruska nad Francií a vzniku Německého císařství chtěl kancléř Bismarck tuto říši pevněji sjednotit a omezit veřejný vliv katolické církve.

## Průběh
V následujících letech vydal Bismarck řadu zákonů, které zakazovaly politické zneužití kazatelen (1871) a činnost jezuitského řádu (1872), zavedly státní dozor nad školami včetně církevních a povinné přezkušování kněží (1873), zrušily v Prusku všechny kláštery (1872) a zavedly povinný civilní sňatek (1875). Řada biskupů a kněží, kteří se tomu bránili, byla sesazena a dokonce uvězněna. Roku 1875 zastavil Bismarck všechnu státní podporu katolické církvi.
Proti tomuto tlaku vytvořili němečtí katolíci roku 1871 svoji stranu Deutsche Zentrumspartei (Zentrum), která v následujících letech rychle rostla, takže po smrti papeže Pia IX. hledal Bismarck s jeho nástupcem Lvem XIII. jistý kompromis, který v letech 1880 a 1887 oba skutečně nalezli. Ze zákonodárství Kulturkampfu pak zůstal státní dozor nad školami, civilní sňatky a finanční dohled nad hospodařením církví.